# Kathie Lee Gifford
Kathryn Lee Gifford (születési nevén Epstein, Párizs, 1953. augusztus 16. –) francia születésű amerikai műsorvezető, énekesnő, színésznő és szerző. Leginkább a Live! with Regis and Kathie Lee és a Today műsorvezetőjeként ismert. Első televíziós szerepe a Name That Tune című műsorban volt, amelyben Tom Kennedy csatlósát játszotta. 1976-ban házasodott össze Paul Johnsonnal. 1982-ben elváltak. 1986-ban kötött házasságot Frank Gifforddal. Házasságuknak Frank 2015-ben bekövetkezett halála vetett véget. Több stúdióalbumot és könyvet is kiadott, illetve több televíziós sorozatban és filmben is szerepelt.

## Élete
Kathryn Lee Epstein néven született Párizsban. Szülei Joan (születési nevén Cuttell; 1930-2017) és Aaron Epstein (1924-2002) voltak. A marylandi Bowie-ban nőtt fel, és a Bowie High Schoolban tanult.
Apai nagyapja orosz zsidó származású volt, míg apai nagyanyja őslakos amerikai felmenőkkel rendelkezik. Anyja Rudyard Kipling író rokona.
Miután látta a Billy Graham által készített The Restless Ones című filmet, áttért a keresztény vallásra.
Középiskolás korában a "Pennsylvania Next Right" folkegyüttes énekese volt. 1971-ben érettségizett, ezután a tulsai Oral Roberts Universityn tanult. 
Első rendszeres tévés szerepe a Name That Tune vetélkedőben volt.
1985. június 24-én Ann Abernathy-t váltotta a The Morning Show műsorvezetőjeként. Ezt a műsort Regis Philbinnel együtt vezette. A show 1988-ban nemzeti terjesztésű lett Live! with Regis and Kathie Lee néven, így szerzett ismertséget.
Philbint és Giffordot 1993 és 2000 között közösen jelölték Emmy-díjra a "kiemelkedő műsorvezető" kategóriában.

## Magánélete
1976-ban házasodott össze Paul Johnson keresztény zeneszerzővel/producerrel. A pár többször is szerepelt keresztény magazinok címlapjain. Azonban házasságuk kezdettől fogva viharos volt, így 1981-ben Johnson elköltözött. 1982-ben elváltak.
1986-ban kötött házasságot Frank Gifford amerikaifutballistával. Két gyermekük született: Cody Newton Gifford (1990) és Cassidy Erin Gifford (1993). Frank 2015. augusztus 9-én elhunyt, 84 éves korában.

## Diszkográfia
- 1978: Finders Keepers (Kathie Lee Johnson néven)
- 1993: It's Christmas Time
- 1993: Christmas Carols
- 1993: Sentimental
- 1993: Christmas With Kathie Lee Gifford (dupla album)
- 1995: Dreamship: Lullabies for Little Ones
- 1995: Kathie Lee's Rock 'N' Tots Cafe: A Christmas "Giff"
- 2000: Heart of a Woman (Kathie Lee néven)
- 2000: Born For You (Kathie Lee néven)
- 2001: Goodnight, Angel (Kathie Lee néven)
- 2004: Gentle Grace
- 2009: Everyone Has a Story (Kathie Lee Gifford & Friends néven)
- 2009: My Way Home
- 2010: Super Hits
- 2017  The Little Giant
- 2020: Then Came You (filmzene)

## Bibliográfia
Életrajzi könyvek
- 2010: Just When I Thought I'd Dropped My Last Egg: Life and Other Calamities
- 2018: The Rock, the Road and the Rabbi
- 2020: It’s Never Too Late: Make the Next Act of Your Life the Best Act of Your Life

Keresztény könyvek
- 2021: The Jesus I Know: Honest Conversations and Diverse Opinions about Who He Is

Gyerekkönyvek
- 2010: Party Animals
- 2011: The Three Gifts: A Story About Three Angels and the baby Jesus (Michael Storrings-szal)
- 2011: The Legend of Messy M'Cheany
- 2020: Hello, Little Dreamer[14]